# Vai Trabalhar, Vagabundo II: a Volta
Vai Trabalhar, Vagabundo II: a Volta é um filme de comédia brasileiro de 1991, produzido, escrito e dirigido por Hugo Carvana. O filme conta com músicas de Chico Buarque de Hollanda. Trata-se da sequência de Vai Trabalhar, Vagabundo!, de 1973.

## Sinopse
Dino, malandro do Rio, exilado no exterior, aplica seu golpe agora numa viúva rica e mal-amada de Acapulco. Com a grana, consegue retornar ao país para procurar uma antiga paixão, a Dama de Copas. Com tantos no seu encalço, a única forma de voltar sem ser pego é se fingindo literalmente de morto. E assim é. O falso enterro acontece entre os companheiros de copo e de samba, como Julinho da Adelaide, e os "arranca-rabos" das eternas amantes. Mas é "vivinho da Silva", que Dino e seu aprendiz de malandro vão promover as maiores malandragens da história.

## Elenco
- Hugo Carvana.... Dino
- Marcos Palmeira.... Edu
- Marieta Severo.... Carmen, a "Dama de Copas"
- Otávio Augusto.... Sampaio
- Nelson Xavier.... Babalu
- Lutero Luiz.... Godô
- Denise Bandeira
- Andréa Beltrão.... Meg
- Chico Buarque de Hollanda.... Julinho da Adelaide
- Joana Fomm.... Grã-Fina
- Maria Alves.... amante de Dino
- Paulo Gorgulho
- Wilson Grey.... jogador de pôquer
- Cláudio Mamberti.... jogador de pôquer
- Odete Lara
- José Lavigne
- Renato Martins
- Paulo César Peréio
- Tonico Pereira.... palhaço Capilé
- João Signorelli
- Tony Tornado.... Canelão
- Arturo Alegro
- Fernando Amaral
- Delta Araújo
- Eliana Araújo
- Eugênia Avendaño
- Nilson Barbosa
- Catalina Bonaky
- Daniele Daumerie[2]
- Billy Davis
- Celso Faria
- Rossy Caetano
- José Luis Carreño
- Cristóvão Garcia
- Raul Roqueta Mestre
- Fernando Pimenta
- Marcella Prado
- José Arturo Gonzalo Ramirez
- Ângela Rebello
- Paulo Rogério
- Maria Rojo
- Sandro Solviatti
- Ed Stanton

## Prêmios
- Festival de Brasília de 1991 - Vencedor dos prêmios de melhor Ator (Hugo Carvana) e melhor Atriz Coadjuvante (Andréa Beltrão).
- Festival de Gramado de 1991 - Vencedor dos prêmios da Audiência (Hugo Carvana), melhor Ator (Hugo Carvana), Direção de Arte e Música.